# 빅토리아루이제플라츠역
빅토리아루이제플라츠역(U-Bahnhof Viktoria-Luise-Platz)은 베를린 템펠호프쇠네베르크구에 있는 U4의 역이다. 건설 당시 독립시였던 쇠네베르크의 재정으로 1908년부터 1910년까지 공사했고, 1910년 12월 1일에 개통했다. 승강장 길이는 97.8 m, 너비는 8.1 m, 높이는 2.6 m이며, 지하 4.2 m 깊이에 위치해 있다. 엘리베이터가 설치되어 있다.

## 역사
당시 독립시였던 쇠네베르크에서 1908년 9월 7일 도시 철도 건설을 지시했다. 이 역은 2년간의 공사 기간 끝에 1910년 12월 1일 영업을 시작했으며, 베를린에서 도시 철도를 운영하고 있었던 지멘스 & 할스케의 자회사였던 호흐반게젤샤프트가 쇠네베르크 구간도 담당했다. 쇠네베르크에서는 에른스트 데니케(Ernst Denicke)에게 역사 설계를 의뢰했으며, 당시 개발이 시작되었던 바이에리셰스 피어텔(Bayerisches Viertel) 지구에 인구 유입을 유도하기 화려한 역사 건설을 의도했다. 원래 승강장 길이는 45 m였으며, 주 색상은 녹색과 회색을 사용하였으며 10년 전에 건설된 육각형 광장 조성의 일부로 설계했다. 가이스베르크슈트라세(Geisbergstraße) 방면 북동쪽 출입구는 계획되었으나 건설되지는 않았다. 모츠슈트라세(Motzstraße) 방면 남서쪽 출입구는 석회암을 주 재료로 사용한 반원통형 퍼걸러로 건설되었고, 양쪽 끝에 조명이 설치되었다. 기둥 사이에는 대형 역명판이 설치되어 있다.
제2차 세계 대전 당시 연합군의 베를린 폭격으로 출입구가 파괴되었고, 더 간단한 형태로 재건축되었다. 1945년 6월 24일부터는 놀렌도르프플라츠역과 바이에리셔 플라츠역 사이를 셔틀로 운행했고, 1945년 12월 16일에 전 구간이 폭구되었으나 바이에리셔 플라츠역에서 열차를 갈아타야 했다.
1995년 당시 BVG의 안전 진단 결과 역의 유일한 출입구가 붕괴 위험에 처해 있었고, 원래 형태를 살리는 쪽으로 복원 및 개보수 공사가 진행되었다. 2000년 8월 도이체 오퍼역 화재 사건 이후 출입구가 하나뿐인 역에 두 번째 출입구를 건설하기로 계획했다. 2003년에 초기 건설 계획에만 있었던 가이스베르크슈트라세 방면 두 번째 출입구가 건설되었다.
2020년 1월 22일부터 엘리베이터 가동이 시작되었다. 설치 비용은 130만 유로이다.

## 인접 철도역
| 베를린 지하철 4호선   | 베를린 지하철 4호선 | 베를린 지하철 4호선                      |
| --------------------- | ------------------- | ---------------------------------------- |
| 놀렌도르프플라츠 방면 | U4                  | 바이에리셔 플라츠 인스브루커 플라츠 방면 |